# 龙溪桥水库
龙溪桥水库位于湖南省衡阳市衡南县，是一座以灌溉为主的中型水库，库容约3800万立方米，设计灌溉面积约4500公顷。